# Dresdner Sportclub 1898 2016-2017 (pallavolo femminile)
Questa voce raccoglie le informazioni riguardanti il Dresdner Sportclub 1898 nelle competizioni ufficiali della stagione 2016-2017.

## Organigramma societario
Area direttiva
- Presidente: Sandra Zimmermann

Area tecnica
- Allenatore: Alexander Waibl
- Allenatore in seconda: Jairo Hooi, Ulrich Rath
- Scout man: Till Müller

Area sanitaria
- Medico: Attila Höhne, Tino Lorenz
- Fisioterapista: Christoph Hartmann, Marcus Hippe, Raphael Meinel

## Rosa
| N° | Nome                | Ruolo | Data di nascita  | Nazionalità sportiva |
| -- | ------------------- | ----- | ---------------- | -------------------- |
| 1  | Brittnee Cooper     | C     | 26 febbraio 1988 | Stati Uniti          |
| 1  | Elena Kömmling      | S     | 1º gennaio 2000  | Germania             |
| 1  | Camilla Weitzel     | C     | 11 giugno 2000   | Germania             |
| 2  | Mareen Apitz        | P     | 26 marzo 1987    | Germania             |
| 3  | Jocelynn Birks      | S     | 21 agosto 1993   | Stati Uniti          |
| 6  | Lucie Smutná        | P     | 14 aprile 1991   | Rep. Ceca            |
| 7  | Dominika Strumilo   | S/O   | 26 dicembre 1996 | Belgio               |
| 8  | Barbora Purchartová | C     | 9 maggio 1992    | Rep. Ceca            |
| 9  | Myrthe Schoot       | L     | 29 agosto 1988   | Paesi Bassi          |
| 10 | Rica Maase          | S/O   | 22 novembre 1999 | Germania             |
| 11 | Valérie Courtois    | L     | 1º novembre 1990 | Belgio               |
| 12 | Jennifer Cross      | C     | 4 luglio 1992    | Canada               |
| 13 | Eva Hodanová        | S     | 18 dicembre 1993 | Rep. Ceca            |
| 14 | Elizabeth McMahon   | S/O   | 27 febbraio 1993 | Stati Uniti          |
| 15 | Kadie Rolfzen       | S/O   | 25 agosto 1994   | Stati Uniti          |
| 16 | Katharina Schwabe   | S     | 29 aprile 1993   | Germania             |
| 17 | Gina Mancuso        | S     | 31 maggio 1991   | Stati Uniti          |
| 17 | Amber Rolfzen       | C/O   | 25 agosto 1994   | Stati Uniti          |
| 18 | Erin Johnson        | C     | 27 dicembre 1990 | Stati Uniti          |